# Championnat de France de rugby à XV 1930-1931
Navigation
1929-1930 1931-1932

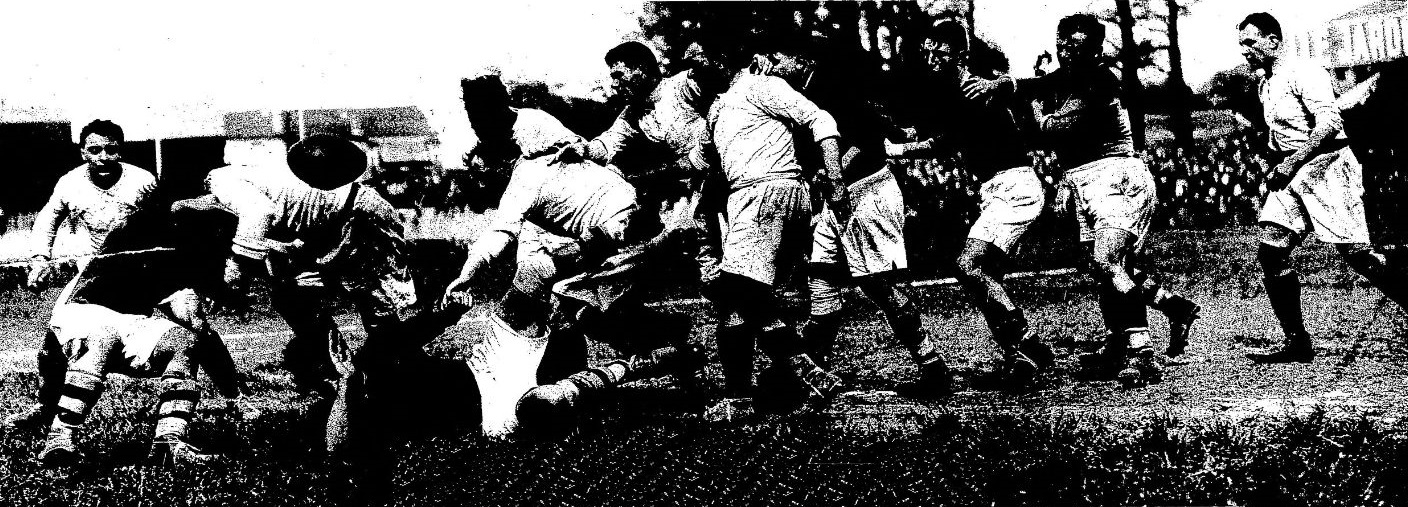
Touche courte, le Toulonnais Paul Barrère est écroulé.

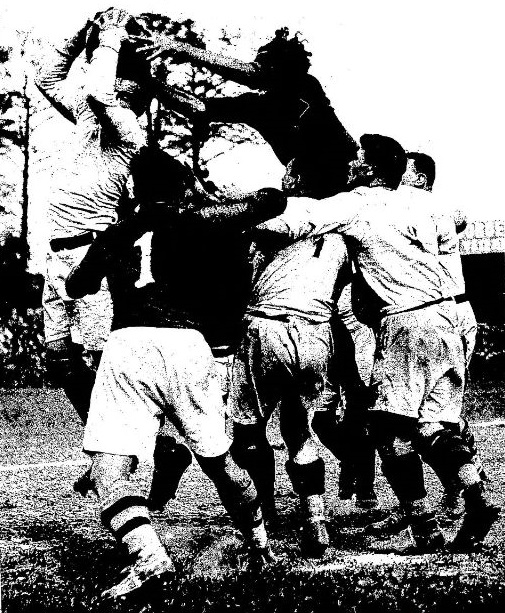
Saut de Barrère (foncé), qui essaie de ravir la balle d'un Lyonnais.

Le championnat de France de rugby à XV de première division 1930-1931 a été remporté par le RC Toulon qui a battu le Lyon OU en finale.
Le championnat a mis aux prises 40 clubs réparties en huit poules de cinq.
Cette saison est particulière puisque 12 clubs parmi les plus prestigieux sont exclus du championnat de France et forment l’UFRA (Union française de rugby amateur) qui organise son propre Tournoi. Il s’agit de :
Aviron bayonnais, Biarritz olympique, Stade bordelais, AS Carcassonne (demi-finaliste 1930), FC Grenoble, SAU Limoges, FC Lyon, Stade nantais, Section paloise (demi-finaliste 1930), US Perpignan, Stade français et Stade toulousain.
Ils sont rejoints en janvier 1931 par un nouveau club, l’Union sportive narbonnaise, et le Stadoceste tarbais, quart de finaliste en 1930, et qui ne participe cette saison, ni au championnat ni au Tournoi des douze.
Il y a donc au total 12 défections : l’US Narbonne étant un nouveau club et le Stade nantais n’évoluant pas jusque-là à ce niveau.
Puisque trois autres clubs, UA Libourne, CS Pamiers (pourtant qualifié l’année précédente pour la seconde phase, les poules de 3) et Saint-Girons SC, disparaissent de ce championnat, ce sont 15 nouveaux clubs qui retrouvent ou apparaissent en championnat Excellence :
FC Auch, Bordeaux EC, AS Bort (champion Honneur 1930), US Bressane, CA Brive, US Dax, Stade Illibérien, US Montauban, Stade Nay, FC Oloron, Stade Pézenas, Racing CF, US Thuir, US Tyrosse et Valence Sportif.

## Poules de cinq
Voici la composition des 8 poules de la 1re phase du championnat de France (en gras les clubs qualifiés) :
- poule A : Stade nayais, RC Toulon, CA Villeneuve, Stade Pézenas, NAC Roanne,
- poule B : US Cognac, FC Lézignan, CA Périgueux, Stade hendayais,  US Montauban
- poule C : SU Agen, US Dax, RC Narbonne, SA Bordeaux, US Bressane,
- poule D : AS Béziers, AS Soustons, CS Vienne, AS Bort, Valence Sportif
- poule E : US Thuir, US Quillan, Racing CF, CS Oyonnax, FC Oloron
- poule F : FC Auch, CA Bègles, AS Montferrand, Stade Illibérien, US Tyrosse
- poule G : SC Albi, Le Boucau Stade, Lyon OU, CA Brive, CASG
- poule H : AS Bayonne, Arlequins Perpignan, Toulouse OEC, Bordeaux EC, FC Lourdes

## Poules de trois
Voici la composition des 8 poules de la 2e phase du championnat de France (en gras les clubs qualifiés) :
- poule A : RC Toulon, Arlequins Perpignan, FC Auch
- poule B : Lyon OU, AS Bayonne, CA Villeneuve
- poule C : SU Agen, Stade nayais, Toulouse OEC
- poule D : Racing CF, CA Périgueux, AS Soustons
- poule E : CA Bègles, AS Béziers, Le Boucau Stade
- poule F : AS Montferrand, US Thuir, FC Lézignan
- poule G : RC Narbonne, SC Albi, CS Vienne
- poule H : US Quillan, US Dax, US Montauban

Dans ces deux phases, les rencontres se jouent sur un match simple (pas d’aller-retour), sur terrain neutre dans les poules de 3.

## Quarts de finale
Les premiers de ces poules de 3 ont disputé les quarts de finale.
- SU Agen bat US Quillan 25 à 0, à Bordeaux le 12 avril 1931
- RC Toulon bat AS Montferrand 6 à 4, à Lyon le 26 avril 1931
- Lyon OU bat Racing CF 7 à 6, à Bordeaux le 26 avril 1931
- RC Narbonne bat Le Boucau stade 6 à 0, à Toulouse le 26 avril 1931

## Demi-finales
Le 3 mai 1931 :
- RC Toulon bat RC Narbonne 9 à 0, à Toulouse
- Lyon OU bat SU Agen 11 à 8, à Béziers

## Finale
| Équipes               | RC Toulon - Lyon OU |
| Score                 | 6 - 3 (0 - 3) |
| Date                  | 10 mai 1931 |
| Stade                 | Parc Lescure à Bordeaux |
| Arbitre               | Abel Martin |
| Les équipes           | |
| Rugby club toulonnais | Eugène Chaud, Étienne Allègre, Amédée Couadou, Marcel Baillette, Jacques Farré, Léopold Servole, Émile Lamothe, Auguste Borréani, Jean Manciet, Eugène Delangre, Michel Vails, Paul Barrère, Joseph Lafontan, René Namur, Jules Hauc |
| Lyon OU               | Henri Marty, Paul Durand, Vincent Graule, Jean Siré, Gabriel Dubois, Georges Battle, Jean Brial, Roger Claudel, Lucien Lafond, Louis Valin, Jean Rat, Fleury Panel, André Vincent, Fernand Cartier, Billerac                         |
| Points marqués        | |
| Rugby club toulonnais | 2 essais de Borréani et Servolle |
| Lyon OU               | 1 essai de Panel |

## Autres compétitions
L'Union athlétique libournaise est championne de France Honneur (2e division) en battant l'Union athlétique de Gujan-Mestras 8 à 5.
En finale du championnat de France 2e série, Toulouse SC a battu le Saint-Girons sporting club 17 à 0.
En 3e série, le Club olympique de Céret bat l'Association sportive de la Bourse (Paris) 6 à 4.
L'AS Montferrand en battant le Toulouse olympique employés club en finale 12 à 6 remporte la première coupe Frantz Reichel (championnat de France juniors).
Le Tournoi des douze de l'UFRA (Union française de rugby amateur) est remporté par le Stade toulousain.